# 佐藤善仁
佐藤 善仁（さとう よしひと、1990年3月14日 - ）は、日本の元ラグビー選手。

## プロフィール
- 北海道出身[1]。
- ポジションはフルバック(FB)。
- 身長 178cm、体重 84kg
- ニックネームはよっち、シュガー。

## 来歴
2008年、札幌山の手高校卒業後、東海大学に入る。
2012年、東海大学卒業後、NTTドコモレッドハリケーンズに加入。
2013年10月19日に行われたジャパンラグビートップリーグ第6節のトヨタ自動車ヴェルブリッツ戦にて先発出場で公式戦初出場を果たす。
2020年、現役を引退した。